# Roddy White
Sharod Lamor White, detto Roddy (James Island, 2 novembre 1981), è un ex giocatore di football americano statunitense che ha militato nel ruolo di wide receiver per tutta la carriera con gli Atlanta Falcons della National Football League (NFL). Fu scelto nel corso del primo giro (27º assoluto) del Draft NFL 2005 dai Falcons. Al college ha giocato a football alla University of Alabama at Birmingham.

## Carriera professionistica

### Atlanta Falcons

#### 2005-2006
White fu scelto nel corso del primo giro del Draft 2005 dagli Atlanta Falcons e fu subito gettato nella mischia nella sua stagione da rookie, classificandosi al quarto posto tra tutti i ricevitori al debutto. Anche se un infortunio alla caviglia non gli permise di allenarsi per la maggior parte della pre-stagione, si riprese nella seconda settimana della stagione regolare e fu inserito nel roster attivo. Nella settimana 4, contro i Minnesota Vikings, fu inserito nella partita come terzo wide receiver. Nel corso della partita ricevette 5 palloni per 64 yards. Nel corso della stagione le sue prestazioni continuarono ad essere positive. Egli mise a segno una fantastica ricezione saltando sopra tre difensori dei New Orleans Saints nella settimana 14 completando un passaggio da 54 yard in touchdown mentre nella settimana successiva si lasciò sfuggire dalle mani un altro touchdown contro i Tampa Bay Buccaneers. In quella partita ricevette però 108 yard, la seconda prestazione stagionale per un rookie, secondo solo al ricevitore dei Jacksonville Jaguars Matt Jones (117 yard contro i Baltimore Ravens).

#### 2007-2009
In una gara del 2007 contro i New Orleans Saints, White mostrò il suo supporto al suo compagno dei Falcons Michael Vick indossando una t.shirt raffigurante la scritta "Free Mike Vick" e mostrandola dopo aver segnato un touchdown. Qualche ora prima, nella stessa giornata, Vick era stato condannato a 23 mesi di prigione per l'organizzazione di combattimenti tra cani. White fu multato di 10.000 dollari dalla lega per questa sua azione.
Roddy White divenne il primo ricevitore dei Falcons dal 1999 a raggiungere le 1.000 yard su ricezione in stagione il 27 dicembre 2009. Alla fine della stagione terminò al settimo posto tra i wide receiver della lega con 1.202 yard oltre a 6 touchdown su ricezione.
Le prestazioni di White furono anche migliori dell'annata precedente, terminando quarto nella NFL per yard ricevute (terzo nella NFC). Egli terminò l'annata totalizzando i propri record in carriera con 1382 yard ricevute, 88 ricezioni e 7 touchdown. Egli superò il primato della franchigia di Alfred Jenkins di 1.358 yard ricevute, stabilito nel 1981.
Dopo la sua prestazione nella settimana 14 nella sconfitta 29–25 contro i New Orleans Saints al Louisiana Superdome, la personalità di ESPN Chris Berman (mentre stava commentando le azioni salienti della partita su SportsCenter) diede a White il soprannome di "Rowdy" Roddy White, ispirato all'ex lottatore di wrestling e leggenda della WWE "Rowdy" Roddy Piper. White ricevette un passaggio da touchdown anche nella gara di playoff contro gli Arizona Cardinals, che però sconfissero i Falcons.
Il 16 dicembre 2008, White fu convocato per il suo primo Pro Bowl assieme al compagno dei Falcons Michael Turner. Roddy nel corso della manifestazione ricevette un passaggio da 26 yard e corse una volta per 7 yard
Il 31 luglio 2009, White si rifiutò di partecipare al training camp nel tentativo di strappare un'estensione contrattuale favorevole. L'8 agosto firmò un contratto di 6 anni del valore di 48 milioni di dollari, di cui 18,6 milioni garantiti e 28 milioni da versare nei primi tre anni di contratto. L'estensione lo rese il quinto wide receiver più pagato della lega, dietro Larry Fitzgerald di Arizona, Steve Smith dei Carolina Panthers, Brandon Marshall dei Chicago Bears e Andre Johnson degli Houston Texans.
L'11 ottobre 2009, White stabilì il record di franchigia ricevendo 210 yard distribuite su ricezioni contro i San Francisco 49ers, segnando inoltre due touchdown, una dei quali da 90 yard (primato personale). La sua stagione terminò con 85 ricezioni per 1.153 yard e un primato personale di 11 touchdown. Egli divenne solamente il secondo giocatore della storia dei Falcons a disputare tre stagioni consecutive da mille yard ricevute. Il 26 gennaio 2010, Roddy White fu convocato per il secondo Pro Bowl consecutivo, in cui ricevette otto passaggi per 84 yard.

#### 2010
Nella prima gara della stagione 2010, White ha fatto registrare un record in carriera di 13 ricezioni. Nelle 16 gare giocate in stagione, White guidò la NFL in ricezioni con 115 e la NFC in yard ricevute con 1.389, un primato di franchigia superato poi dal suo futuro compagno Julio Jones nel 2014. Inoltre segnò 10 touchdown e fu convocato per il Pro Bowl in cui ricevette 69 yard.

#### 2011
Nella stagione 2011, White disputò tutte le 16 gare della stagione come titolare, concludendo con 100 ricezioni, 1236 yard e 8 touchdown e superò il record di tutti i tempi della franchigia per yard su ricezione in carriera. I Falcons si qualificarono per i playoff dove furono eliminati nel primo turno dai New York Giants, futuri vincitori del Super Bowl XLVI. A causa dell'infortunio occorso a Calvin Johnson, White fu convocato in sua sostituzione per il quarto Pro Bowl consecutivo. a fine stagione fu votato al 65º posto nella NFL Top 100, l'annuale classifica dei migliori cento giocatori della stagione.

#### 2012
Nel debutto della stagione 2012, White ricevette 6 passaggi per 87 yard nella netta vittoria per 40-24 sui Kansas City Chiefs. Nel turno successivo, i Falcons vinsero ancora contro i Denver Broncos: Roddy ricevette 102 yard e segnò il primo touchdown della stagione.
Nella settimana 4, Atlanta faticò per avere la meglio sui Carolina Panthers, vincendo grazie a un field nei secondi finali della partita: White giocò una grandissima partita segnando due touchdown e ricevendo 169 yard, tra cui un fondamentale passaggio da 59 yard di Matt Ryan quando mancava meno di un minuto al termine che spianò la strada per il field goal decisivo di Matt Bryant.
Con la vittoria sui Washington Redskins i Falcons partirono per la prima volta con un record di 5-0 in 46 anni di storia: White contribuì ricevendo 4 passaggi per 68 yard. Con un'altra vittoria all'ultimo secondo sugli Oakland Raiders, Atlanta si mantenne imbattuta nella settimana 6: Roddy ricevette 72 yard e segnò un touchdown.
Atlanta diede seguito alla sua corsa da imbattuta superando i Cowboys nella settimana 9 con White che ricevette 118 yard. Nella settimana 10, 114 ricevute dal giocatore non furono sufficienti ai Falcons per evitare la prima sconfitta stagionale in casa dei Saints. Atlanta riprese la sua marcia nel turno successivo battendo gli Arizona Cardinals contro cui White ricevette 123 yard.
White e i Falcons persero la seconda gara stagione contro i Panthers nel 14º turno di campionato malgrado 117 yard ricevute e un touchdown del giocatore.
Due settimane dopo, battendo i Detroit Lions i Falcons si aggiudicarono il miglior record della NFC e la possibilità di avanzare direttamente al secondo turno dei playoff. White giocò una grande gara ricevendo 153 yard e segnando 2 touchdown.
Il 13 gennaio 2013, i Falcons vinsero nel divisional round dei playoff contro i Seattle Seahawks con White che ricevette 76 yard e segnò un touchdown. La corsa dei Falcons si interruppe nella finale della NFC contro i San Francisco 49ers malgrado un vantaggio iniziale di 17-0 per Atlanta. White terminò la gara con 100 yard ricevute.
A fine anno, White fu posizionato al numero 39 nella classifica dei migliori cento giocatori della stagione.

#### 2013
Nel 2013 i Falcons partirono ancora tra le favorite per raggiungere il Super Bowl ma l'infortunio che tolse dai campi di gioco Julio Jones e i continui problemi fisici di White trasformarono l'annata in un calvario. Roddy giocò la prima partita degna della sua fama solo nella settimana 13 quando ricevette 10 passaggi per 143 yard nella vittoria ai supplementari contro i Bills che interruppe una striscia negativa di 5 sconfitte consecutive di Atlanta. Il 23 dicembre, nell'ultima gara della storia della stagione regolare disputata a Candlestick Park contro i 49ers, ricevette 12 passaggi per 141 yard e un touchdown ma Atlanta uscì sconfitta. Andò a segno anche nell'ultima gara dell'anno in casa contro i Panthers, ma Atlanta fu sconfitta, terminando la stagione con un misero record di 4 vittorie e 12 sconfitte. Nella prima gara della stagione andò subito a segno nella vittoria in casa ai supplementari sui Saints.

#### 2014
Il 24 luglio 2014, White firmò un prolungamento contrattuale triennale del valore di 30 milioni di dollari coi Falcons. Andò subito a segnò nella vittoria della settimana 1 contro i Saints e tornò a segnare nella settimana 4 contro i Vikings. Nel decimo turno contro i Bucs segnò la quarta marcatura stagionale, mentre Atlanta interruppe una striscia di cinque sconfitte consecutive. La seconda vittoria consecutiva giunse sette giorni dopo sui Panthers, portando la squadra in testa alla division malgrado un record di 4-6, in una debole NFC South, con White che andò ancora a segno e con 75 yard ricevute superò quota 10.000 in carriera. La sua annata si chiuse al secondo posto della squadra con 921 yard ricevute ma Atlanta, ancora in corsa fino all'ultima giornata, non si qualificò per i playoff.
Il 2 marzo 2016, White fu svincolato dagli Atlanta Falcons.

## Record di franchigia degli Atlanta Falcons
- Maggior numero di yard ricevute in un tempo (185)
- Maggior numero di ricezioni in una gara di playoff (11)
- Maggior numero di stagioni con più di mille yard ricevute (6)

## Palmarès
- (4) Pro Bowl (2008, 2009, 2010, 2011)
- All-Pro (2010)
- Wide Receiver dell'anno (2010)
- Giocatore offensivo del mese della NFC (ottobre 2010)
- Club delle 10.000 yard ricevute in carriera

## Statistiche
| Ricezioni              | 808    |
| Yard su ricezione      | 10.863 |
| Touchdown su ricezione | 63     |